# Денис Расмусен
Денис Расмусен (швед. Dennis Rasmussen; рођен 3. јул 1990. у Вестеросу, Шведска) професионални је шведски хокејаш на леду који игра на позицији одбрамбеног играча.
У јуну 2014. потписао је једногодишњи уговор са екипом Чикаго Блекхокса у НХЛ лиги, а сезону 2014/15. започиње у редовима филијале Блекхоукса у АХЛ лиги Рокфорд Ајсхогса.
Са репрезентацијом Шведске освојио је бронзану медаљу на Светском првенству 2014. у Минску.
Расмусен је играчку каријеру започео у млађим саставима екипе ВИК Вестерос, за коју је касније потписао и први професионални уговор у каријери. Од шведских тимова играо је још и за Векше лејкерсе у СХЛ лиги (од сезоне 2011/12). У сезони 2013/14. обављао је функцију заменика капитена у тиму.